# 오흐티르카 전투
오흐티르카 전투에 관한 내용이다.

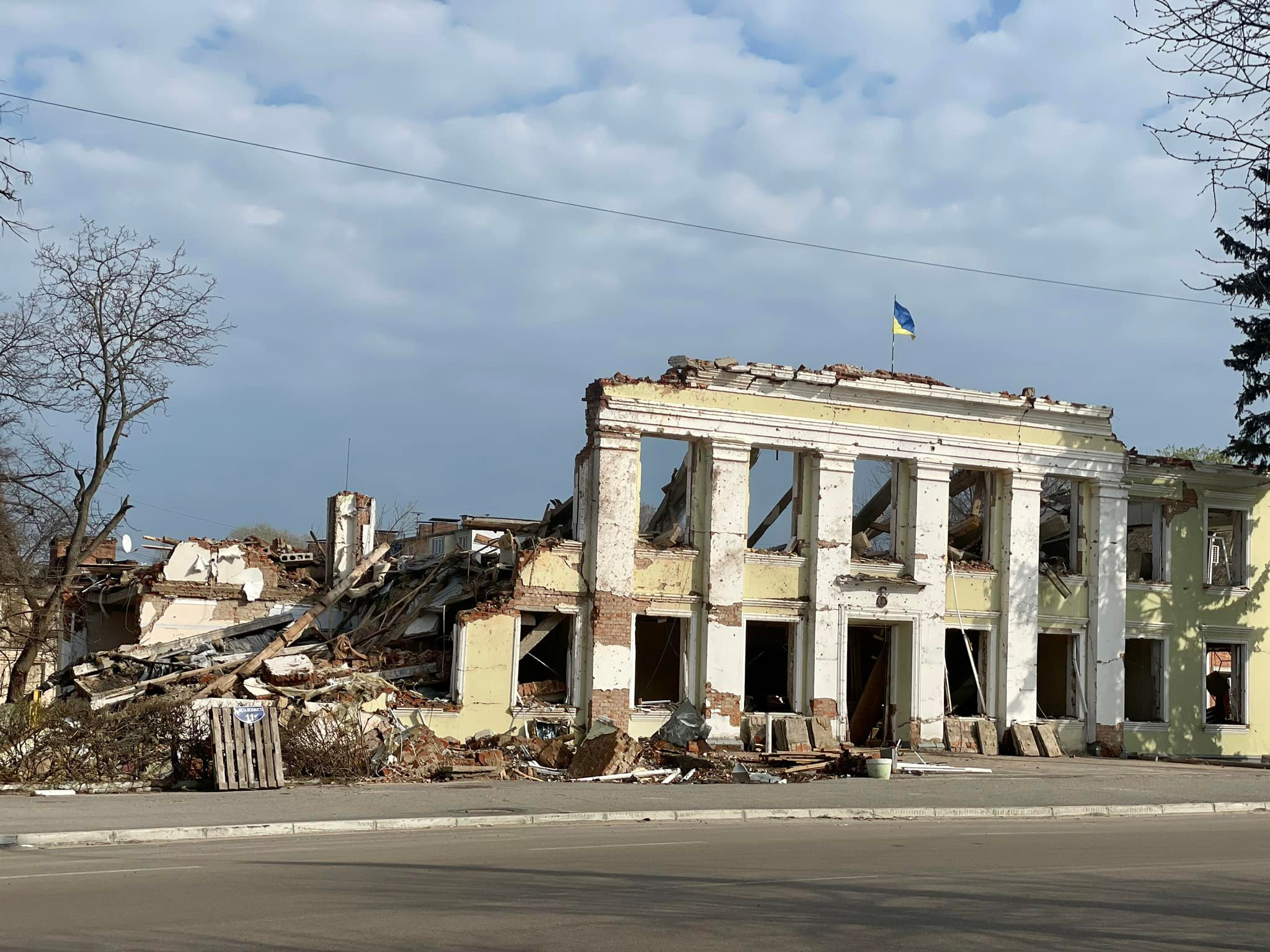
전투 이후 오흐티르카 시의회

2022년 2월 24일, 2022년 러시아의 우크라이나 침공 첫날, 우크라이나 수미주의 도시 오흐티르카 주변에서 군사 교전이 시작되었다. 러시아군이 도시를 점령하려고 시도하면서 도시 외곽에서 전투가 벌어졌다. 초기 진격은 격퇴되었고 도시는 포병의 공격을 받았다. 2022년 3월 26일, 트로스티아네츠의 전략적 거점을 우크라이나군이 탈환했다는 소식이 전해졌다. 이로 인해 러시아 통신 및 공급 경로가 중단되어 러시아 전선이 위협을 받았다.
러시아의 공세는 민간인 피해와 전쟁 범죄에 해당할 수 있는 집속탄 사용으로 비난을 받아왔다.

## 같이 보기
- 러시아의 우크라이나 침공의 무력 충돌 목록
- 수미 전투